# Goerodes edwardsi
Goerodes edwardsi är en nattsländeart som beskrevs av Martin E. Mosely 1939. Goerodes edwardsi ingår i släktet Goerodes och familjen kantrörsnattsländor. Inga underarter finns listade i Catalogue of Life.